# Darwin’s Game
Darwin’s Game ist eine Manga-Serie von FLIPFLOPs, die zwischen 2012 und 2023 in Japan erschien. 2020 erschien eine Anime-Adaption von Studio Nexus (Studio).

## Inhalt
Der Schüler Kaname Sudou erhält von einem Klassenkameraden eine Einladung für das Handy-Spiel „Darwin’s Game“. Als er die App öffnet, kommt eine Schlange aus seinem Display heraus und beißt ihn in den Nacken, woraufhin er das Bewusstsein verliert. Kaname wacht im Krankenzimmer auf und tut dieses Ereignis als Halluzination ab. Er macht sich auf den Heimweg. Im Zug öffnet er die App erneut. Da diese diesmal jedoch wie jedes andere Kampfspiel zu sein scheint, atmet er erleichtert auf und beschließt, sein erstes Match zu beginnen. Plötzlich steht ein Mann im Panda-Kostüm vor ihm, der genauso aussieht wie sein Gegner im Spiel. Er greift ihn mit einem Messer an. Kaname rennt um sein Leben und schafft es, dem Angreifer zu entkommen. Der Schüler bemerkt, dass „Darwin’s“ Game kein normales Spiel ist. Ein brutaler Kampf ums Überleben hat begonnen.

## Veröffentlichung
Der Manga erschien zwischen Dezember 2012 und Oktober 2023 im Magazin Bessatsu Shōnen Champion bei Akita Shoten. Der Verlag brachte die Kapitel auch gesammelt in insgesamt 30 Bänden heraus.
Auf Deutsch erscheint die Serie von November 2015 bis August 2025 vollständig bei Egmont Manga in einer Übersetzung von Matthias Wissnet. Die letzten vier Bände der Reihe wurden gemeinsam als Abschlussbundle veröffentlicht.

## Animeserie
Eine Adaption als Anime entstand beim Studio Nexus (Studio) unter der Regie von Yoshinobu Tokumoto. Das Drehbuch schrieb Shu Miyama. Für das Charakterdesign war Kazuya Nakanishi verantwortlich. Die Musik der Serie komponierte Kenichiro Suehiro.

### Synchronisation
Die Synchronisation übernahm Alpha Postproduktion. Regie führten Katharina von Daake, Daniel Schlauch und Eckart Goebel. Die Dialogbücher steuerten Daniela Casco, Moira May und Alexander Ziegenbein bei.
| Rolle          | japanischer Sprecher | deutsche Sprecher            |
| -------------- | -------------------- | ---------------------------- |
| Kaname Sudou   | Yuusuke Kobayashi    | Johannes Wolko               |
| Shuka Karino   | Reina Ueda           | Eleni Möller-Architektonidou |
| Rein Kashiwagi | Nichika Oomori       | Amira Leisner                |
| Sui / Souta    | Yumiri Hanamori      | Lisa Dzyadyk                 |
| Ryuuji Maesaka | Taku Yashiro         | Arne Hörmann                 |